# برايان مارتينيز
برايان مارتينيز (بالإسبانية: Brian Martínez)‏ (10 يونيو 1996 في المكسيك - ) هو لاعب كرة قدم مكسيكي في مركز الوسط.

## وصلات خارجية
- برايان مارتينيز على موقع قاعدة بيانات كرة القدم.إي يو (الإنجليزية)
- برايان مارتينيز على موقع Soccerway.com (الإنجليزية)